# Ferdinand II. (HRR)

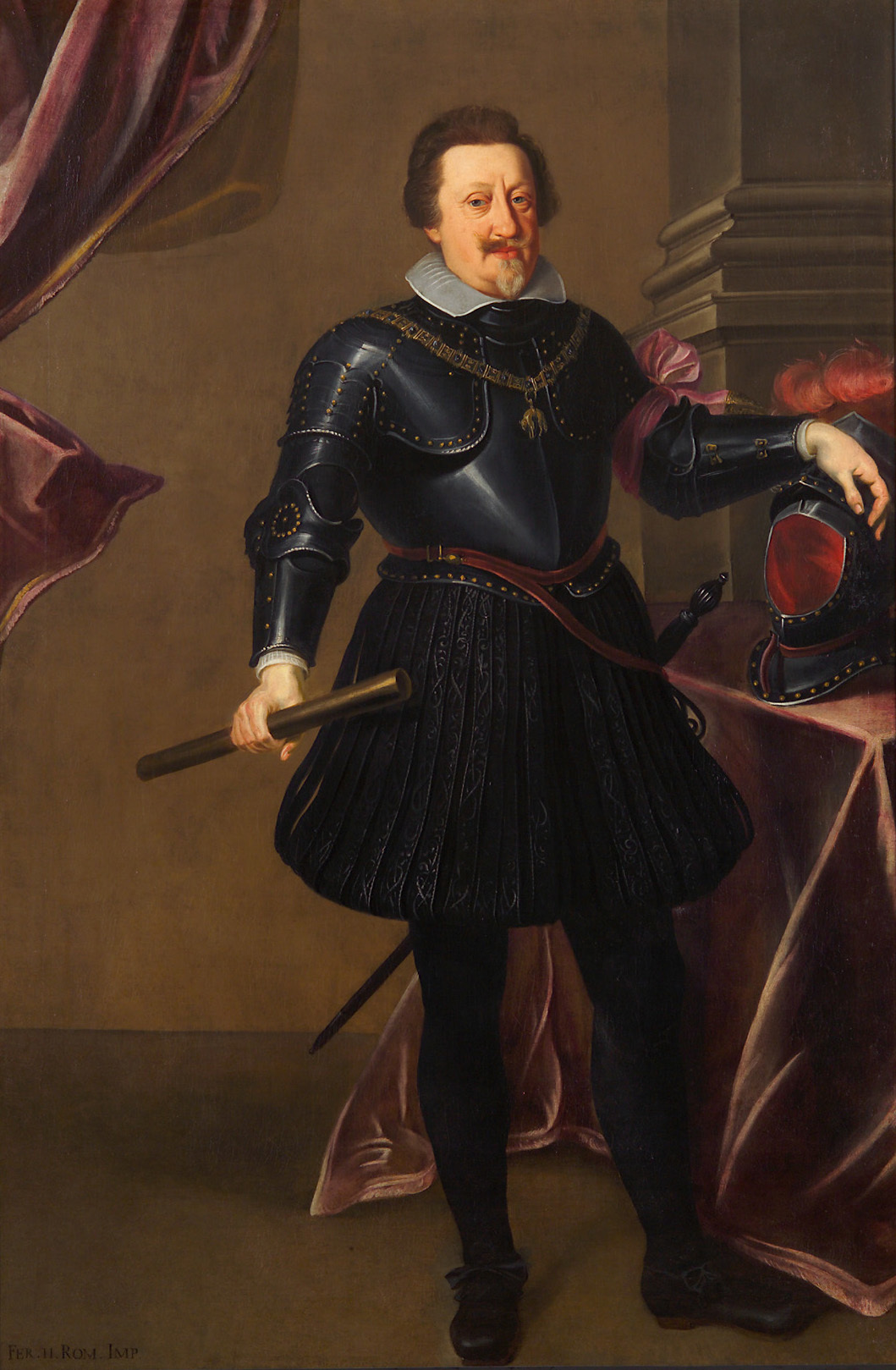
Georg Pachmann, Kaiser Ferdinand II., 1635, Kunsthistorisches Museum

Ferdinand II. (* 9. Juli 1578 in Graz; † 15. Februar 1637 in Wien) war von September 1619 bis zu seinem Tode Kaiser des Heiligen Römischen Reiches. Seit 1590 Erzherzog von Innerösterreich, vereinte er nach und nach die Territorien der Habsburgermonarchie unter seiner Herrschaft. 1617 wurde er König von Böhmen, jedoch zeitweise 1619/20 durch den Ständeaufstand in Böhmen (1618) abgesetzt. 1618 wurde er König von Ungarn und Kroatien und 1619 Erzherzog von (Nieder-)Österreich.
Bereits als Landesherr von Innerösterreich ab 1596 vertrat er einen Kurs des Absolutismus und der Rekatholisierung. Diesem Kurs folgte er auch als König von Ungarn und Böhmen. Gegen ihn erhoben sich die böhmischen Stände, was zum Auslöser des Dreißigjährigen Krieges wurde. Nach dem Sieg über die Aufständischen setzte er vor allem in Böhmen mit drakonischen Maßnahmen den Vorrang der königlichen Macht und den Katholizismus als einzige erlaubte Konfession im unmittelbaren Machtbereich der Habsburger durch. In der folgenden Phase des Krieges war der Feldherr des Kaisers, Wallenstein, siegreich.
Ferdinand versuchte in der Folge, auch im Reich Rekatholisierung und kaiserliche Macht rücksichtslos durchzusetzen. Als Höhepunkt dessen gilt das Restitutionsedikt von 1629, das der katholischen Kirche zahlreiche Fürsterzbistümer, Fürstbistümer und säkularisierte Klöster zurückerstatten sollte. Er scheiterte damit am Widerstand der Kurfürsten. Im Prager Frieden von 1635 suchte er den Ausgleich mit den Reichsständen, konnte damit den Krieg aber nicht beenden, weil es nicht gelang, die ausländischen Mächte daran zu hindern, ihre eigenen Interessen auf dem deutschen Kriegsschauplatz weiterzuverfolgen.

## Leben

### Kindheit und Jugend
Ferdinand II. war Sohn des Erzherzogs Karl II. von Innerösterreich (1540–1590) und der Maria von Bayern (1551–1608), einer Tochter Albrechts V., Herzog von Bayern. Er stammte damit aus einer Nebenlinie der Habsburger in Innerösterreich (Steiermark, Kärnten und Krain).
Der Großvater war Ferdinand I., ein Onkel war Maximilian II., Vettern waren Rudolf II. und Matthias sowie Maximilian von Bayern.
Seine streng katholische Mutter übergab 1590 die Erziehung des Knaben den Jesuiten in Ingolstadt. Dort besuchte er das Gymnasium und, bis 1595, die Universität. Die offizielle Leitung der Erziehung hatte der Hofmeister Balthasar Ferdinand von Schrattenbach inne. Ferdinand lebte standesgemäß und verfügte über einen Hofstaat von 30 Personen. Zusammen mit ihm studierte sein um fünf Jahre älterer Cousin, der spätere Kurfürst Maximilian I. von Bayern. Ihre persönliche Beziehung war aber eher distanziert. Die jesuitische Erziehung war maßgeblich verantwortlich für Ferdinands entschiedene Ablehnung des Protestantismus. Ferdinand war persönlich sehr fromm und besuchte mindestens einmal täglich die Messe. Er war prüde und ließ als Kaiser Gemälde aus der Sammlung Rudolfs II. mit Nacktdarstellungen verbrennen.

### Landesfürst in Innerösterreich

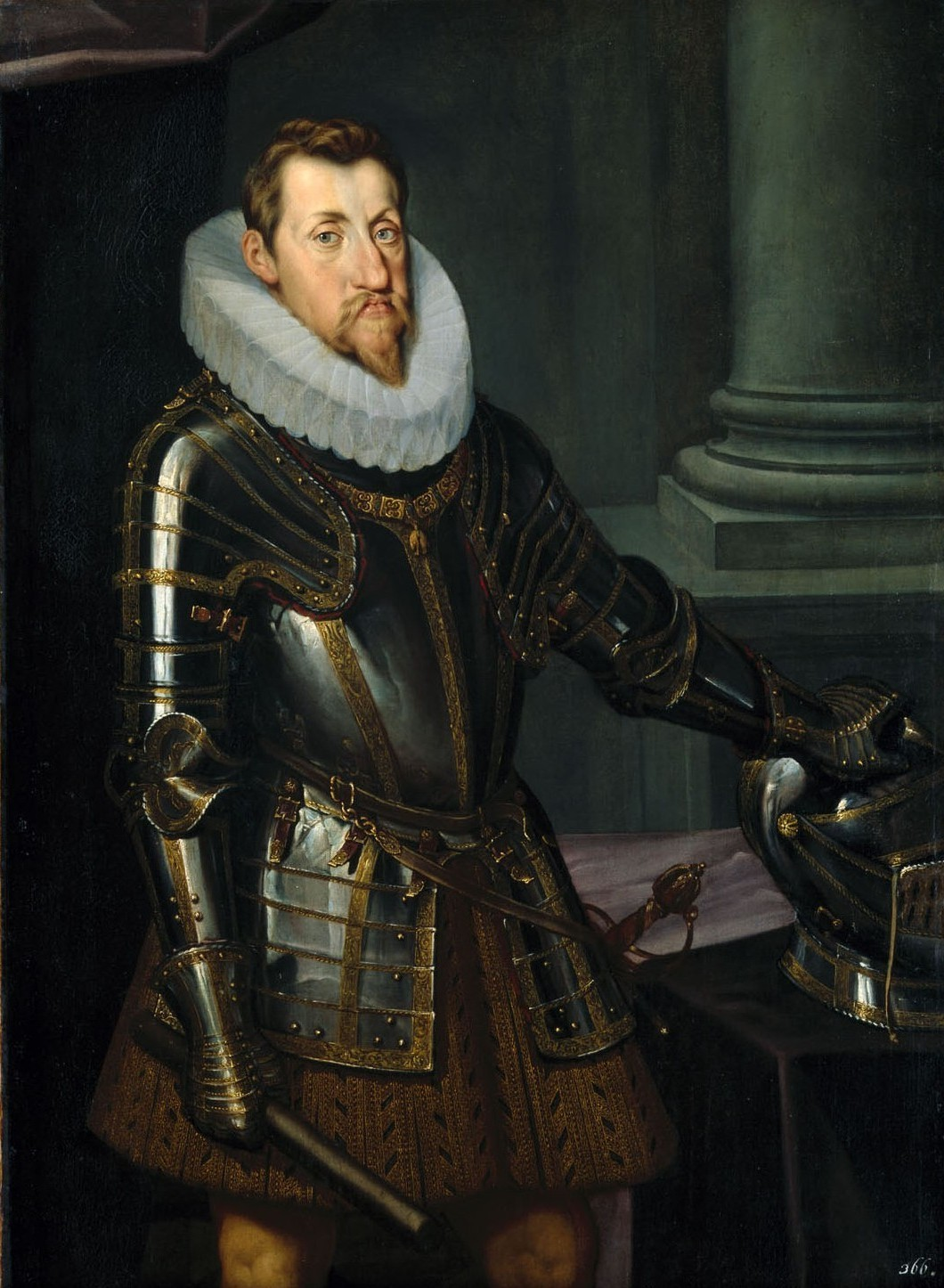
Erzherzog Ferdinand 1614, hier im Harnisch von Kaiser Ferdinand I.

Ferdinand war mit dem Tod seines Vaters bereits 1590 als Landesherr der innerösterreichischen Länder nachgefolgt. Die Regierung wurde jedoch in Vertretung Ferdinands offiziell von den Erzherzögen Ernst (zu der Zeit Regent in Niederösterreich), ab 1593 Maximilian dem Deutschmeister, praktisch aber von seiner Mutter geleitet, bis er selbst die Regierung übernahm. Im Jahr 1595 kam er nach Graz zurück, im Dezember 1596, unmittelbar nach seiner Volljährigkeitserklärung, huldigten ihm die Stände der Steiermark und ein Jahr später die von Kärnten und der Krain.
Seine Religiosität führte dazu, dass er der katholischen Religion die höchste Bedeutung auch für das politische Handeln einräumte. Bereits zu Beginn seiner Herrschaft setzte er ein Zeichen für seine katholische und gegenreformatorische Gesinnung. Er reiste zum Wallfahrtsort Loreto in den Marken und machte wertvolle Stiftungen. Vor dem Altar der Mutter Gottes legte er freiwillig das feierliche Gelübde ab, den Katholizismus um jeden Preis wieder zur alleinigen Religion in seinen Staaten zu machen. Im Verlauf der Reise traf er auch mit Papst Clemens VIII. zusammen. Zurück in seinen Ländern baute er die Residenz Graz aus.
Das zentrale politische Problem aus fürstlicher Sicht waren die ständischen Mitspracheansprüche des meist evangelischen Adels sowie die ständige Bedrohung durch die Osmanen. Der Vater Ferdinands war vor dem Hintergrund osmanischer Übergriffe zu Zugeständnissen in religiöser Hinsicht an die Stände gezwungen worden. In den innerösterreichischen Ländern wurde die Gegenreformation und die Rekatholisierung mit Entschlossenheit durchgeführt. Wichtige Träger waren die Jesuiten in Graz, die auch die dortige Universität leiteten. Ferdinand wird der Spruch zugeschrieben: „Besser eine Wüste regieren als ein Land voller Ketzer.“
Unterstützt vor allem von Martin Brenner, dem Fürstbischof von Seckau, ging er bei seinen gegenreformatorischen Maßnahmen weiter als seine Vorgänger. Zuvor hatten sie sich vornehmlich an die Bewohner der Städte und Marktflecken gerichtet. Ferdinand verlangte nun auch vom Adel das Bekenntnis zum Katholizismus. Er stellte deren protestantische Angehörige vor die Wahl entweder zum Katholizismus zu konvertieren oder das Land zu verlassen. Nur in ihren Häusern konnten die Adeligen ihren Glauben leben. Die Schaffung einer homogenen katholischen Adelsschicht hatte dabei den erwünschten Nebeneffekt, dass auch die Bauern der Grundherren zum Glaubenswechsel gezwungen waren. In Graz kam es zur Verbrennung zahlreicher Wagenladungen evangelischer Schriften. Evangelische Kirchen im Land wurden zerstört. Protestantische Prediger und Gelehrte wie der Mathematiker Johannes Kepler wurden des Landes verwiesen. Durch die Abwanderung zahlreicher wohlhabender protestantischer Familien wurde die Wirtschaft des Landes schwer geschädigt.
Die Rekatholisierung betrieb er auch mit der Förderung des Ordenslebens. Er stiftete in seinem Herrschaftsbereich eine ganze Reihe von Kapuzinerklöstern. Ferdinand bemühte sich indes vergeblich um die Errichtung eines eigenen Bistums Graz. Innerhalb nur weniger Jahre hat er den Protestantismus in seinem Herrschaftsgebiet faktisch beseitigt.
Einher ging der Kampf gegen den Protestantismus mit dem Ziel, die monarchische Herrschaft gegenüber dem Mitwirkungsrecht der Stände durchzusetzen. Gegenüber den Ständen der Steiermark äußerte er einmal, dass er kein princeps modificatus, sondern ein princeps absolutus sein wollte. Allerdings führten seine gegenreformatorischen Maßnahmen dazu, dass der Adel wenig Neigung zeigte, die notwendigen Gelder für den Türkenkampf zu bewilligen. Dies führte dazu, dass im Jahr 1600 die wichtige Festung Kaniza von den Osmanen erobert wurde.
Die Türken bedrohten damit unmittelbar die östliche Grenze der Steiermark. Um die verlorene Festung in Ungarn zurückzuerobern, zog Ferdinand im nächsten Jahr 1601 an der Spitze eines christlichen Heeres ins Feld. Dieses Unternehmen war Ferdinands erster und letzter Auftritt als Feldherr. Der Feldzug von September bis November 1601 endete mit einer Katastrophe der christlichen Truppen, die nach gescheiterten Wiedereroberungsversuchen das Feld räumen mussten und beim Abzug alle Kanonen und viele Verwundete zurückließen.
Im Bruderzwist zwischen Rudolf II. und Matthias blieb Ferdinand unentschieden. Mehrfach änderte er seine Position. Er versuchte zeitweise auch zu vermitteln, weil er meinte, dass der Streit vor allem der evangelischen Adelspartei nützen würde. Nachdem 1611 Rudolf als König von Böhmen zu Gunsten von Matthias abgesetzt worden war, schwenkte Ferdinand ganz ins Lager von Matthias über. Ein Grund war wohl auch, dass er sich so erhoffte, Erbe des kinderlosen Matthias zu werden.

### König von Böhmen und Ungarn

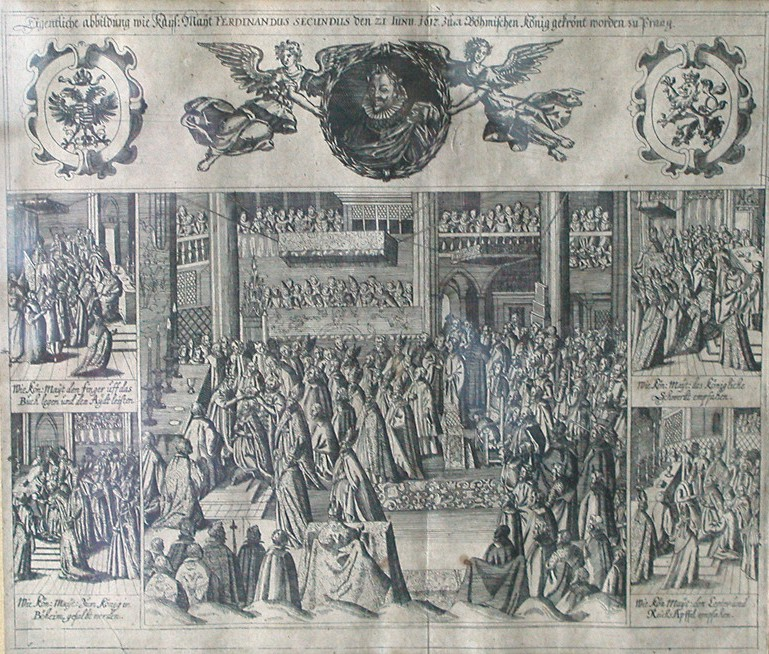
Krönung zum böhmischen König

Kaiser Matthias hatte seit 1612 gezögert, seine Nachfolge zu regeln. Erst unter Druck schlug er 1617 seinen Cousin Ferdinand zu seinem Nachfolger als König in Böhmen vor, nachdem die Erzherzöge Maximilian III. und Albrecht VII. auf ihre Ansprüche auf Böhmen und Ungarn verzichtet hatten. Ihr Verzicht auf die österreichischen Erblande folgte später. Als möglicher Konkurrent um Böhmen und Ungarn war auch noch der spanische König Philipp III. geblieben, der seit 1613 seine Ansprüche angemeldet hatte. Mit Philipp hatte das österreichische Haus Habsburg den Oñate-Vertrag geschlossen, der zum Verzicht der spanischen Habsburger auf eine Bewerbung um die Kaiserkrone geführt hatte. Als Ausgleich hatte Spanien die Landvogteien Hagenau und Ortenburg und Reichslehen in Oberitalien erhalten. Im Vertrag war auch der Vorrang eines männlichen Erben der spanischen Linie vor einem weiblichen Erben aus Österreich festgelegt worden. Daher wurde Ferdinand am 6. Juni 1617, also noch vor dem Tod von Matthias, mit Unterstützung des höchsten Kanzlers Zdeněk Vojtěch von Lobkowicz, König von Böhmen gewählt und am 29. Juni 1617 in Prag gekrönt. Angesichts des gegenreformatorischen Eifers in seinem angestammten Herrschaftsgebiet, stieß dies bei den protestantischen Ständen in Böhmen auf Kritik. Ferdinand musste daher vor der Krönung beeidigen, den Majestätsbrief Rudolfs zu berücksichtigen. In Ungarn wurde er nach Verhandlungen 1618 zum König gewählt. Am 1. Juli 1618 wurde er in St. Martinsdom zu Preßburg zum Apostolischen König von Ungarn gekrönt. In beiden Ländern begann man auf Ferdinands Befehl hin sofort auch mit einer gegenreformatorischen Politik.

### Beginn des böhmischen Aufstandes und Kaiserwahl

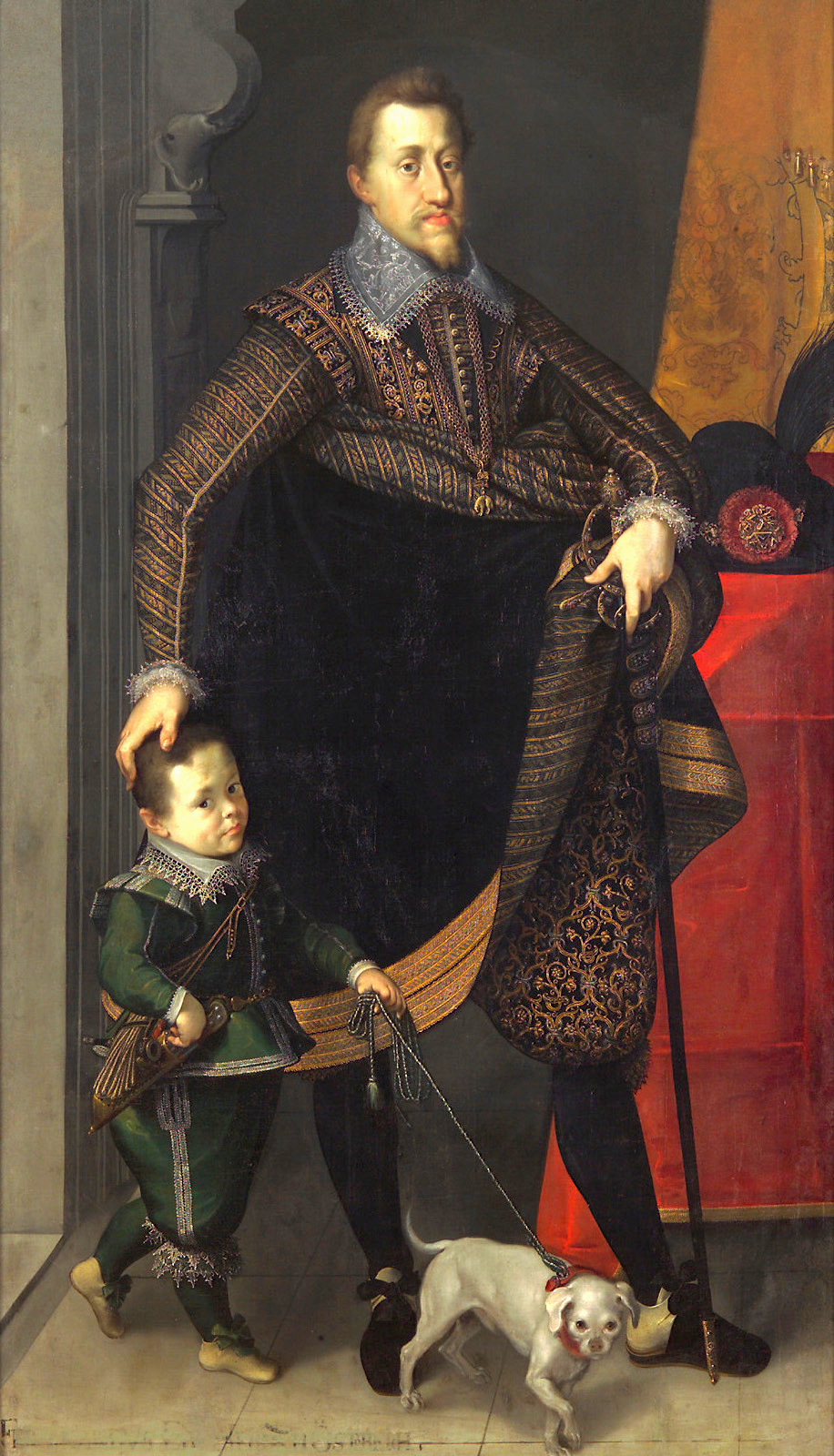
Ferdinand II. mit Hofzwerg

Teilweise stammten die Ursachen für das Aufbegehren der böhmischen Stände noch aus der Regierungszeit von Matthias, wurden aber durch die gegenreformatorische Politik Ferdinands verstärkt. Der Prager Fenstersturz vom 23. Mai 1618 war ein revolutionäres Ereignis ungeahnter Tragweite, das hochrangige Beamte Ferdinands betraf. An den Ereignissen in Prag war Ferdinand nur aus der Ferne beteiligt.
Als Folge der böhmischen Revolte wurde in Wien der mächtige Kardinal Klesl gestürzt, der für eine Aussöhnung mit den aufständischen böhmischen Ständen plädiert hatte. Am 20. Juli 1618 entledigte sich Ferdinand seines alten Gegners, indem er Klesl absetzte und später in Tirol inhaftieren ließ. Die Führung des Geheimen Rates übernahm Ferdinands Ratgeber Johann Ulrich von Eggenberg.
Zeitweise waren die böhmischen Aufständischen so erfolgreich, dass sie Wien bedrohen konnten. Bereits im Juni 1619 standen die böhmischen ständischen Truppen vor Wien. Aber der Unmut der Stände und die Kritik an den gegenreformatorischen Maßnahmen betraf nicht nur Böhmen, sondern auch Österreich selbst. Am 5. Juni 1619 kam es zur sogenannten Sturmpetition, einer Deputation protestantischer Adeliger in der Hofburg. Diese versuchten vergeblich, von Ferdinand einen Schutz der ständischen und konfessionellen Rechte zu erwirken und mussten kaiserlichen Soldaten unter dem Kommando von Gilbert de Saint-Hilaire weichen.
Kurfürst Friedrich von der Pfalz bemühte sich, die Protestantische Union für die Unterstützung seiner Wahl zum Gegenkönig von Böhmen und zur Verhinderung der Wahl Ferdinands zum römischen Kaiser zu gewinnen. Ferdinand seinerseits warb um militärische Unterstützung durch Spanien, um finanzielle Hilfe des Papstes und die Erneuerung der katholischen Liga. Durch die Einbeziehung von Union und Liga deutete sich an, dass der Konflikt über den engeren Habsburgischen Machtbereich hinaus wirken würde. Die böhmischen Stände hatten Ferdinand (als „Feind der böhmischen Freiheit“) für abgesetzt erklärt und die Krone am 27. August 1619 dem reformierten Kurfürsten der Pfalz Friedrich V. verliehen.
Mit dem Tod des Kaisers Matthias am 20. März 1619 wurde Ferdinand auch Nachfolger in den von Matthias beherrschten Teilen der österreichischen Erblande. Nur noch Tirol und die Vorlande blieben unter der Herrschaft einer Nebenlinie.
Nun wurde für Ferdinand der Gewinn der Kaiserkrone zentral wichtig. Seinen Anspruch gibt sein Wahlspruch wieder: „Legitime certantibus corona“ (etwa: dem Kämpfer für die gerechte Sache gebührt die Krone). Die Kaiserwahl sollte am 28. August in Frankfurt erfolgen. Weil einen Tag zuvor, am 27. August 1619, Kurfürst Friedrich V. von der Pfalz zum neuen Böhmischen König gewählt worden war, gab es für die Wahl unheilkündende Vorzeichen, denn Ferdinand beabsichtigte, trotz der erfolgten Wahl eines neuen böhmischen Königs, bei der Wahl zum Kaiser noch sein bisheriges Wahlrecht der böhmischen Kur auszuüben. Tatsächlich verfuhr er auch so und der darauf folgende Protest einer eigens angereisten böhmischen Delegation wurde vom versammelten Kurfürstenkollegium zurückgewiesen. Daraufhin zogen die Gesandten der Kurpfalz, die beschlossen hatten, den bayerischen Herzog Maximilian I. zum neuen Kaiser zu wählen, ihr bereits gegebenes Votum zurück, denn der Herzog hatte verkündet auf das Votum zugunsten von Ferdinand zu verzichten. In einem weiteren Wahlgang erfolgte dann die Wahl Ferdinands einstimmig – ein bemerkenswerter Vorgang unter Berücksichtigung der in Prag abgelaufenen Ereignisse. Die Krönung Ferdinands zum Kaiser erfolgte am 9. September. Die Kaiserwahl brachte Ferdinand nicht nur das Prestige und die noch vorhandenen Rechte des Kaisers, sondern sie gaben ihm auch das Recht, gegen Friedrich von der Pfalz vorzugehen.

### Böhmisch-pfälzischer Krieg

Schlacht am Weißen Berg (Gemälde von Pieter Snayers)

Auf der Rückreise von Frankfurt nach Wien machte Ferdinand unter anderem Halt in München. Dort wurde ein Bündnis Maximilians I. und der Katholischen Liga vorbereitet, was seine Position gegenüber den rebellierenden böhmischen Ständen verbesserte. In dem Vertrag wurde Maximilian die unbeschränkte Obergewalt über die katholische Liga zugestanden. Der Kaiser konnte dem Herzog in dieser Funktion keine Anweisungen mehr geben. Außerdem wurde Oberösterreich, das sich den Böhmen angeschlossen hatte, an Bayern verpfändet. Insgeheim wurde auch bereits die Übertragung der Kurwürde von Friedrich von der Pfalz auf Maximilian verabredet. In der Folge gelang es Ferdinand auch, die Unterstützung Spaniens und des protestantischen Kursachsen gegen erhebliche territoriale Zugeständnisse zu erhalten. Die Protestantische Union verhielt sich neutral. Sächsische Truppen marschierten in die Lausitz ein. Um die Acht gegen Friedrich zu vollstrecken, ließ Ferdinand spanische und ligistische Truppen in die Rheinpfalz einrücken und in den besetzten Gebieten den Protestantismus gewaltsam unterdrücken, wodurch der Religionskrieg nach Deutschland gelangte.
Truppen der Liga unter dem Oberbefehl von Tilly drangen in Oberösterreich ein und brachen den Widerstand. Sofort begann man auch dort mit der Gegenreformation. Im Jahr 1626 kam es zum Oberösterreichischen Bauernkrieg gegen die bayerische Pfandherrschaft und das Vorgehen gegen die Protestanten, der gewaltsam niedergeschlagen wurde. Erst 1628 kam das Gebiet an Ferdinand im Tausch gegen die Oberpfalz und Teile der Rheinpfalz zurück.
Ferdinand war nicht nur mit der ständischen Unruhe in seinen österreichischen Erbländern und mit dem Aufstand in Böhmen konfrontiert, sondern auch mit einer Erhebung in Ungarn. Am 27. August 1620 wählte man statt Ferdinand Gábor Bethlen zum ungarischen König.
Die Entscheidung in dieser Krise fiel in Böhmen. Die Truppen der Liga marschierten in das Land ein. In der Schlacht am Weißen Berg unterlag Friedrich am 8. November 1620 den Truppen von Maximilian von Bayern. Friedrich musste fliehen und der Aufstand brach zusammen. Im Jahr 1621 gaben auch die ungarischen Aufständischen auf.
Im Reich besiegten die katholischen Armeen Friedrich V. von Baden-Durlach und Christian von Braunschweig-Wolfenbüttel und drangen bis nach Westfalen und Niedersachsen vor.

### Neuordnung im Zeichen des Absolutismus und der Gegenreformation

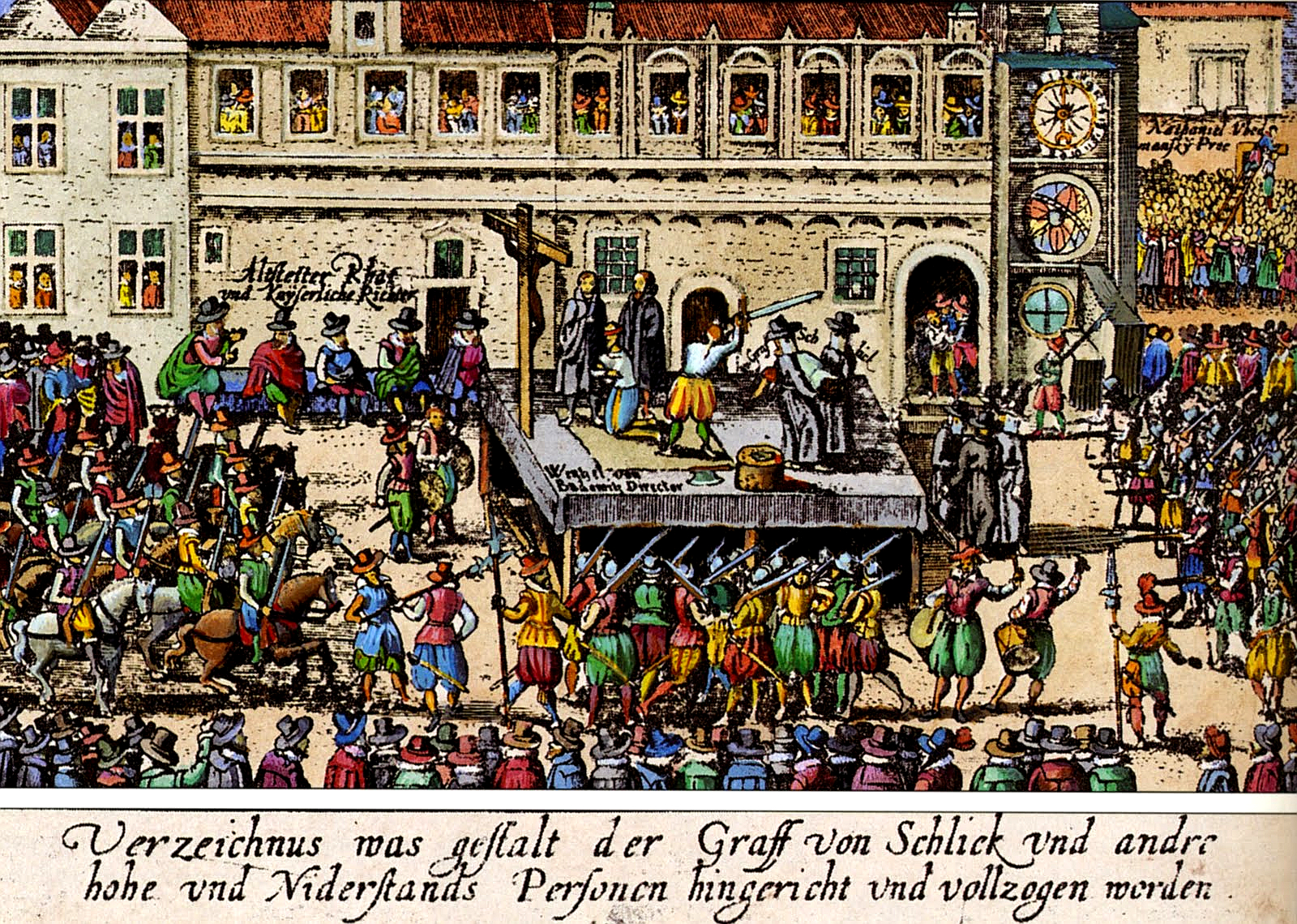
Hinrichtung von Unterstützern des böhmischen Aufstandes auf dem Altstädter Ring in Prag

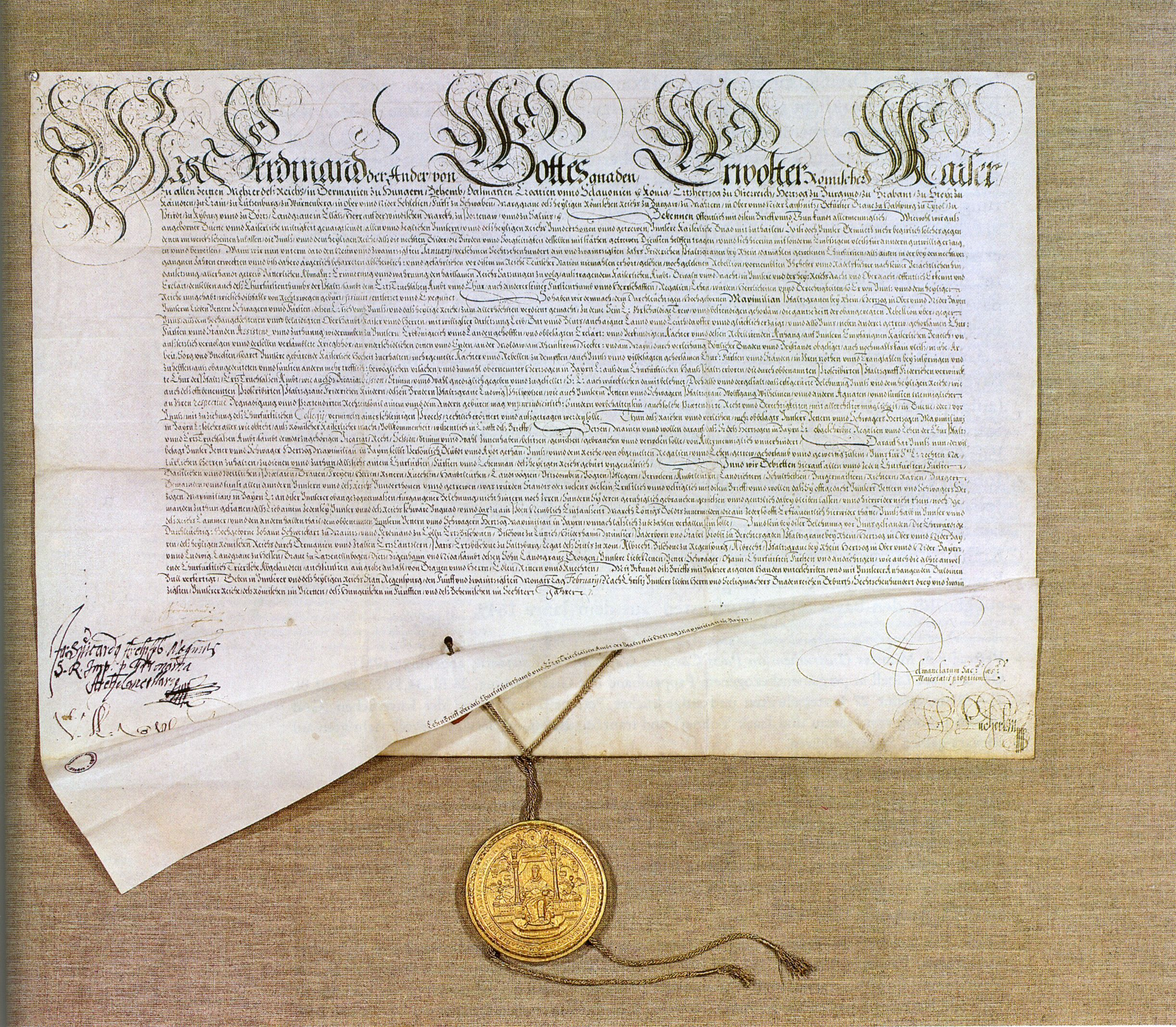
Urkunde Ferdinands II. vom 25. Februar 1623 über die Belehnung Maximilians I. von Bayern mit der pfälzischen Kurwürde. München, Bayerisches Hauptstaatsarchiv, Kurbayern Urk. 22118

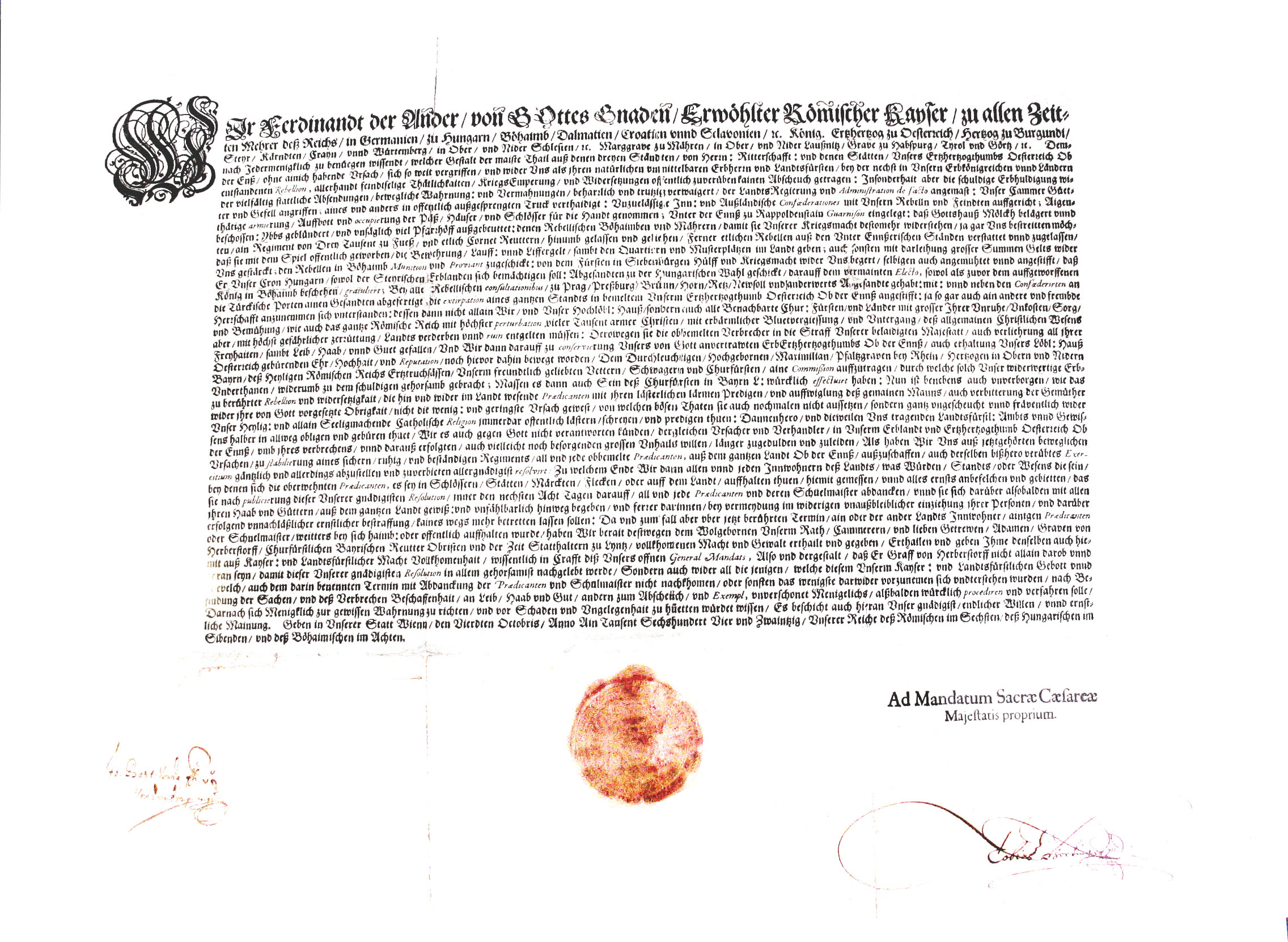
Reformationspatent Ferdinands II., mit dem er 1624 die Ausweisung aller evangelischen Prediger und Schulmeister verfügte

Die ständischen Kräfte – vielfach auch mit dem Protestantismus verbunden – wurden im gesamten Machtbereich Habsburgs entscheidend geschwächt. Ferdinand konnte nun nicht nur seine gegenreformatorischen Ziele noch intensiver verfolgen, sondern auch einen absolutistischen Kurs einschlagen.
Dem Herzog Maximilian gab Ferdinand wie vereinbart für seine Hilfe die Kurfürstenwürde nebst der Oberpfalz, nachdem er Friedrich geächtet und seiner Würde und Lande verlustig erklärt hatte.
Nach dem Sieg wurde am 21. Juni 1621 durch die Hinrichtung 21 teilweise bedeutender Personen wie des Rektors der Prager Universität Jan Jessenius ein Exempel statuiert. In der Folge wurden die evangelischen Prediger ausgewiesen. Im Jahr 1624 wurde der Katholizismus zur einzigen erlaubten Konfession in Böhmen proklamiert. Nur in Schlesien wurde die Gegenreformation weniger streng durchgeführt. Den adeligen Unterstützern des Aufstandes wurde ihr Besitz genommen. Etwa die Hälfte des Grundbesitzes wechselte nach 1620 den Besitzer. Der Wert des beschlagnahmten Landes lag bei 40 Millionen Gulden. Es hat erhebliche Abwanderungsbewegungen protestantischer oder ständisch orientierter Personen gegeben. Wie hoch die Zahl war, ist indes unklar. Von der Umverteilung des Besitzes profitiert haben zunächst einmal katholische einheimische Adelige. Dies gilt insbesondere für Wallenstein. Dieser erwarb Güter im Wert von 15 Millionen Gulden. Etwa ein Viertel der Ländereien fielen an Adelsfamilien, die bislang nicht in Böhmen ansässig waren. Darunter waren so bekannte Familien wie die Metternichs oder die Trautmannsdorff. Nach dem Tod Wallensteins wurde dessen Besitz auch aufgeteilt. Davon profitierten zumeist fremde Familien. Diese besaßen nun insgesamt 40 % der Güter. Ein Großteil des protestantischen Adels und des wohlhabenden Bürgertums wanderte vor diesem Hintergrund aus, die sogenannten Exulanten. Immerhin ein Viertel des Adels verließ das Land.
Einen gewissen Abschluss der Neuordnungsmaßnahmen Böhmens im Sinne des Absolutismus brachte die Verneuerte Landesordnung von 1627 und ein Pendant für Mähren. Danach war Böhmen nunmehr erblicher Besitz der Habsburger. Der König besetzte nunmehr die höchsten Ämter, der Landtag verlor seine gesetzgeberischen Kompetenzen, der König verfügte über die Aufnahme in die Liste des Adels (Inkolat) und die Prälaten kehrten in den Landtag zurück.
Vergleichbare Zwangsmaßnahmen gegenüber den Protestanten gab es auch in den anderen Territorien der Habsburger. Am schwächsten war die Gegenreformation in Ungarn ausgeprägt. Zu Zwangsmaßnahmen kam es dort nicht. Langfristig bedeutungsvoll war, dass sich die katholische Kirche in Anlehnung an die Beschlüsse des Konzils von Trient innerlich erneuerte. Wie in seinem ursprünglichen Herrschaftsbereich förderte Ferdinand nun überall die Ansiedlung neuer Orden. Das höhere Schulwesen und die Universitäten wurden vielfach von den Jesuiten kontrolliert. Es entwickelte sich ein prunkvoller Barockkatholizismus.

### Regierungsstil
Ferdinand erwies sich als Herrscher, der sich oft seiner Berater bediente, um politische Entscheidungen zu treffen, wobei er nicht selten auf den jeweils letzten Rat hörte. Gerne ließ er Gutachten anfertigen. Er wird als schwankend und oft unentschlossen, bequem und nicht sonderlich begabt geschildert, allerdings mit schlauem Instinkt für seine Macht, für die Interessen der österreichischen und spanischen Habsburger insgesamt, würdebewusst, stets auf Recht und Gesetz pochend, zäh und fanatisch in religiösen Dingen, ansonsten aber eher gutmütig und nachgiebig, auch großzügig, ein Genussmensch, vor allem seiner Jagdleidenschaft frönend, in der Jugend glückhaft und unternehmungslustig, in den letzten Jahren dickleibig und kränkelnd.

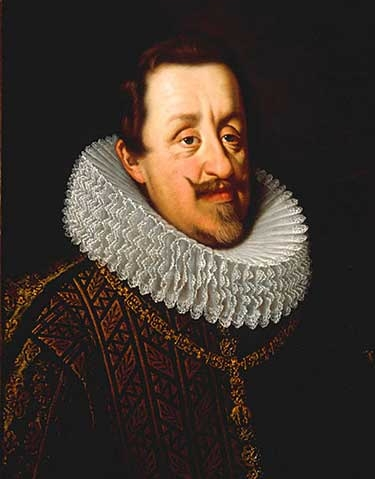
Ferdinand II. (um 1624)

Wichtigstes Beratergremium war der Geheime Rat, der zu dieser Zeit noch recht klein war und etwa zwölf Räte umfasste. Er kam jeden vierten oder fünften Tag am Kaiserhof zusammen. Von besonderer Bedeutung war Geheimrat Fürst Hans Ulrich von Eggenberg, faktisch Erster Minister, der aufgrund seiner Fähigkeiten als Diplomat und enger Berater fungierte. Wichtig waren auch Gundaker von Liechtenstein und dessen Brüder Karl und Maximilian, Maximilian Graf von Trautmannsdorff, der Erzbischof von Olmütz Franz von Dietrichstein, der Hofkriegsrat Gerhard von Questenberg, der geheime Rat und österreichische Hofkanzler Johann Baptist Verda von Verdenberg, der ungarische Magnat Nikolaus Esterházy und der Kanzler von Böhmen Wilhelm Slavata. Die Kriegsführung lag in der Hand des mächtigen Generalissimus Albrecht von Wallenstein, der überwiegende Teile des kaiserlichen Heeres als Generalunternehmer auf eigene Rechnung aufstellte und sich alle Entscheidungen vorbehielt.
Zentral war auch der spanische Gesandte Oñate. Diesem gelang es eine sehr einflussreiche spanisch orientierte Hofpartei zu bilden. Zu dieser wurden neben Slavata auch Martinitz und Lobkowitz gezählt. Daneben spielten Geistliche eine wichtige Rolle, auch in politischen Fragen. Von ihnen hatte insbesondere der Beichtvater des Kaisers, Wilhelm Lamormaini SJ, großen Einfluss auf den streng gläubigen Kaiser. Ferdinand II. soll ihm „bis zum blinden Gehorsam“ vertraut haben. Auch der Hofkanzelredner, Johannes Weingartner SJ, spielte eine Rolle. Während die Jesuiten und die „Spanier“ als die „Kriegspartei“ am Hofe galten, die den Kaiser in seinen frommen Exzessen sowie in Unnachgiebigkeit beim Verfolgen politischer Kriegsziele zu bestärken suchten, bemühten sich Eggenberg, Trautmannsdorff, Liechtenstein, der Reichsvizekanzler Stralendorf, Questenberg und der Wiener Bischof Anton Wolfradt um eher mäßigenden Einfluss, wie auch Wallenstein.
Wichtig war Ferdinand bei seinen Entscheidungen die Frage, ob sein Handeln rechtlich zulässig sei. Zu diesem Zweck wurden zahlreiche Gutachten eingeholt. Von seinen geistlichen Ratgebern wollte er wissen, ob sein Handeln mit dem göttlichen Recht oder dem Naturrecht übereinstimmen würde.

#### Berater Ferdinands
- Fürst Karl I. von Liechtenstein (1569–1627), Statthalter und Vizekönig von Böhmen
- Hofbankier Jacob Bassevi von Treuenberg, (1580–1634)
- Finanzier aus Antwerpen Hans de Witte, (1583–1630)
- Graf Baltasar von Marradas (1560–1638), Statthalter in Böhmen
- Graf Rombalto Collalto
- Fürst Hans Ulrich von Eggenberg
- Graf Wratislaw I. von Fürstenberg
- Freiherr Karl von Harrach
- Graf Leonhard Helfried von Meggau
- Freiherr Peter Heinrich von Stralendorf
- Graf Maximilian von und zu Trauttmansdorff
- Bischof Anton Wolfradt
- Gerhard von Questenberg
- Bischof Franz Xaver von Dietrichstein
- Pater Wilhelm Lamormaini
- Hochmeister Johann Kaspar von Stadion

### Niedersächsisch-Dänischer Krieg
Nach der Niederlage der Böhmen und der Besetzung der Pfalz schien Ferdinand auf der ganzen Linie gesiegt zu haben. Dass der Krieg dennoch weiterging, hatte Ursachen, an denen Ferdinand nicht unbeteiligt war. Da war zunächst das unbarmherzige Vorgehen in Böhmen, das im protestantischen Lager für Unmut sorgte. Hinzu kam, dass die Übertragung der Kurwürde von der Pfalz auf Bayern nicht genügend mit den protestantischen Kurfürsten abgestimmt war. Dadurch drohte das konfessionspolitische Gleichgewicht in Richtung des Katholizismus zu kippen. Die Besetzung von Teilen der Pfalz drohte Ferdinand und das Reich zudem in internationale Konflikte etwa mit Frankreich zu verwickeln.
Vor diesem Hintergrund wurde der Krieg wieder angefacht, als Christian IV. von Dänemark, der als Herzog von Holstein auch Reichsfürst und Oberster des niedersächsischen Reichskreises war, zusammen mit den Ständen des niedersächsischen Reichskreises gegen Ferdinand und dessen Verbündete vorging. Zur Bekämpfung dieser neuen Gegner reichte weder die Macht des Kaisers noch die der Liga aus. Der Kaiser nahm aus der Not heraus das Angebot Wallensteins, ein Heer auszurüsten und Ferdinand zur Verfügung zu stellen, an.
Die kaiserliche Armee Wallensteins wurde bald die stärkste im Reich, daneben spielten die Truppen der bayerisch geführten Katholischen Liga nur noch eine Nebenrolle. Insoweit konnte sich Ferdinand dank Wallenstein von seiner Abhängigkeit von der Liga aus den ersten Kriegsjahren befreien. Die Armee Wallensteins konnte zusammen mit den Truppen Tillys die Gegner besiegen und fast ganz Norddeutschland besetzen. Insbesondere die Zerstörung Magdeburgs wurde als Angriff auf den Protestantismus insgesamt gesehen. Im Jahr 1629 musste der Dänenkönig im Frieden von Lübeck zukünftig auf jede Einmischung in deutsche Angelegenheiten verzichten.
Die Herzöge von Mecklenburg, welche dem König Christian IV. von Dänemark gegen Tilly und Wallenstein Hilfe geleistet hatten, entsetzte Ferdinand ihrer Länder und belehnte damit Wallenstein. Jedoch scheiterte der Plan, sich der Seeherrschaft auf der Ostsee zu bemächtigen, an dem erbitterten Widerstand, den Stralsund der Belagerung durch Wallenstein entgegenstellte, mit Unterstützung durch Schweden.

### Überdehnung des kaiserlichen Machtanspruchs

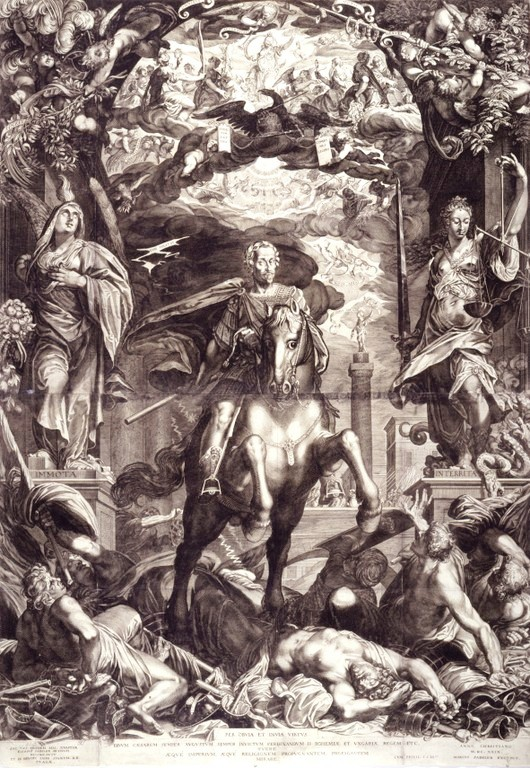
Egidius Sadeler: Kaiser Ferdinand II. triumphiert über seine Feinde, Kupferstich, 1629

Nachdem Ferdinand ganz Deutschland seiner Gewalt unterworfen hatte, sah er die Gelegenheit, seine gegenreformatorischen Ziele auf das ganze Reich zu übertragen. Dazu erließ er am 6. März 1629 das Restitutionsedikt, mit dem ohne Einverständnis der evangelischen Reichsstände der Status quo des geistlichen Besitzstands im Reich wieder auf den Stand des Jahres 1552 vor dem Augsburger Religionsfrieden gebracht werden sollte. Mit der Durchsetzung hätte das Edikt für die Eigentumsverhältnisse im Reich enorme Konsequenzen gehabt, denn die Folge wären umfangreiche Enteignungen und Rückübertragungen ehemals katholischen Besitzes, darunter die Erzstifter Bremen und Magdeburg, an die Katholische Kirche gewesen.
Die Restitutionsabsichten, erlassen auf dem Höhepunkt der kaiserlichen Macht, stießen bei Wallenstein auf Kritik, weil sie eine lange Fortsetzung des Krieges befürchten ließen und dann auch tatsächlich zur Folge hatten, weil die durch sie ausgelösten Ängste der Protestanten lange nachwirkten. Der Erlass des Edikts bedrohte nicht nur den Protestantismus, sondern missachtete auch die Rechte der Reichsstände. Für die Reichsfürsten schien dies der erste Schritt hin zu einem absolutistischen System auch im Reich zu sein und diese Gefahr wurde auch von katholischen Reichsständen kritisch gesehen, obgleich die Kurfürsten Maximilian I. von Bayern und sein Bruder Ferdinand von Köln zu den überzeugten Unterstützern des Edikts und damit der Stärkung der Katholischen Kirche im Reich gehörten.
Hinzu kam bei den Reichsfürsten das Misstrauen gegenüber Wallenstein, den der Kaiser mit der Erhebung zum Herzog von Mecklenburg, nach Ächtung der bisherigen Herzöge, zu einem ihnen gleichgestellten Landesfürsten gemacht hatte. Sie befürchteten zu Recht, dass andere Kriegsherren das Gleiche anstrebten und letztlich als „proto-napoleonische“ Militäraristokratie die Führung im Reich übernehmen wollten; daher verhinderte 1627 Kurfürst Maximilian mit Entschiedenheit den von Wallenstein befürworteten Plan von Tilly und Pappenheim zur Aufteilung des besetzten Braunschweig-Wolfenbüttel unter sich; auch äußerte der Kurfürst mehrfach die Befürchtung, Wallenstein selbst strebe über kurz oder lang die Kaiserkrone an.
Der Kaiser hatte außerdem 1629 als Lehnsherr von Reichsitalien militärisch in die Frage der Erbfolge im Herzogtum Mantua gegen die Franzosen im Mantuanischen Erbfolgekrieg eingegriffen. Dabei handelte er unter dem Druck des spanischen Familienzweiges der Habsburger, der Ferrante Gonzaga gegen den französischen Prätendenten Carlo Gonzaga durchsetzen wollte. Dies verstärkte noch die Kritik im Reich, führte Ferdinand doch hier einen auswärtigen Krieg ohne Zustimmung des Kurfürstenkollegiums.
Im Jahr 1630 kulminierte die Kritik der protestantischen und katholischen Kurfürsten auf dem Regensburger Kurfürstentag. Ferdinand ging es dort um die Wahl seines Sohnes Ferdinand zum römischen König und um die finanzielle Unterstützung im Krieg um Mantua. Die Lage wurde noch verschärft als bekannt wurde, dass Gustav Adolf von Schweden in Pommern gelandet war. Führer der antikaiserlichen Opposition wurde nun ausgerechnet Maximilian von Bayern, der Cousin und Schwager des Kaisers und Gründer der Katholischen Liga. Die Kurfürsten verlangten eine Verkleinerung der von ihnen als bedrohlich empfundenen kaiserlichen Armee und die Entlassung Wallensteins, der ihnen längst als eigentlicher Machthaber im Reich erschien. Der Kaiser sah sich gezwungen, den Forderungen weitgehend nachzugeben. Wallenstein wurde als Oberbefehlshaber der kaiserlichen Truppen entlassen, ohne dass er den befürchteten Putsch unternahm. Tilly übernahm diesen Posten. Das kaiserliche Heer wurde trotz der schwedischen Bedrohung verkleinert. In der Auseinandersetzung um Mantua musste Ferdinand Frieden schließen. Die Wahl Ferdinands III. wurde verweigert und der Vollzug des Restitutionsedikts ausgesetzt. Der Kaiser, der kurz zuvor noch übermächtig erschien, hatte erheblich an Macht eingebüßt. Sein Ziel einer Rekatholisierung und der Etablierung des Absolutismus auch im Reich war damit gescheitert.

### Schwedischer Krieg
Die Landung des Schwedenkönigs Gustav Adolf war der Beginn einer neuen Phase des Krieges. Zunächst war er in einigen kleineren Schlachten in Brandenburg siegreich und nötigte dann die Kurfürsten von Brandenburg und Sachsen, mit ihm Bündnisverträge abzuschließen. Zusammen mit einem kleinen sächsischen Heer besiegte das schwedische Heer das Heer der katholischen Liga bei Breitenfeld so entscheidend, dass den Schweden danach der Weg nach Süddeutschland offenstand.
Ferdinand hatte damit alle bisher errungenen Erfolge verloren und sah sich mit Zustimmung des bayerischen Kurfürsten Maximilian genötigt, Wallenstein wieder das Generalat zu übertragen, um Bayern und seine österreichischen Erblande zu schützen. Im Vertrag von Göllersdorf vom 14. April 1632 wurde Wallenstein erneut zum „Generalissimus“ ernannt, mit dem Recht, dass er allein die kaiserliche Armee kommandierte. Der Kaiser musste ihm zudem weitere außerordentliche Rechte zugestehen. So bekam Wallenstein das Recht, selbstständig ohne Mitwirkung des Kaisers mit den Kriegsgegnern zu verhandeln. Tatsächlich errang Wallenstein dann im Laufe des Jahres 1632 bei Nürnberg und Lützen wichtige Erfolge und in der Schlacht bei Lützen, die unentschieden endete, war der Schwedenkönig Gustav Adolf gefallen. Mit ihm hatte die protestantische Seite den bewunderten Heerführer verloren. Er fand jedoch im schwedischen Reichskanzler Axel Oxenstierna einen entschlossenen politischen Nachfolger, der sofort begann, das schwedische Heer umzustrukturieren.
1633 wurde die Gegenreformations-Schraube noch einmal angezogen, so eng, dass auch fremde Botschafter in Wien, sogar wenn sie protestantischen Fürsten dienten, entweder selbst katholisch zu sein oder das Land binnen drei Tagen zu verlassen hatten. Wallenstein, ein religiös eher gleichgültiger Konvertit, der sich bisher nie um die Konfessionszugehörigkeit seiner Offiziere und Soldaten gekümmert hatte, wurde untersagt, künftig noch Protestanten aus den habsburgischen Erblanden in die kaiserliche Armee aufzunehmen, wogegen er zornig protestierte, da das Werbungsgeschäft ohnehin schwierig geworden war. Der Kaiser blieb aber, wie beim Restitutionsedikt, unnachgiebig, was Wallenstein mehr denn je an Ferdinands Willen und Fähigkeit zum langersehnten Friedensschluss zweifeln ließ.
Jedoch wurde Wallensteins Position im Verlauf des Jahres 1633 am kaiserlich Hof in Wien durch Gegner, zu denen insbesondere der spanische Botschafter, der Hofkriegsratspräsident Heinrich Graf Schlick und böhmische Adelige gehörten, zunehmend untergraben. Der Kaiser wurde durch Berichte von Piccolomini informiert über geheime Verhandlungen des Generalissimus mit Sachsen, Schweden und Frankreich, vermittelt durch den protestantischen Emigranten Wilhelm Graf Kinsky und den sächsischen Feldmarschall Franz Albrecht von Sachsen-Lauenburg. Hinzu kamen Warnungen und Klagen des bayerischen Kurfürsten Maximilian über die bevorstehende Eroberung der Stadt Regensburg durch die Schweden, die im November 1633 auch erfolgte und durch Wallenstein nicht verhindert worden war.
Anfang des Jahres 1634 war der Kaiser, veranlasst durch den sog. Pilsener Revers (eine Ergebenheitsadresse seiner Obristen an Wallenstein), zu der Ansicht gelangt, dass Wallenstein einen Militärputsch plane. Es wurde nun ohne dessen Wissen eine Art heimliches Gericht über Wallenstein abgehalten, der für schuldig erklärt, geächtet und schließlich getötet wurde. Inwieweit Ferdinand von den Tötungsabsichten wusste, sie gebilligt oder gar in Auftrag gegeben hatte, ist unklar. Allerdings hat sich der kaiserliche Hof nach der Tat bemüht, die Ermordung von Wallenstein zu rechtfertigen und ihm Hochverrat nachzuweisen. Auch Wallensteins schlesischer General Schaffgotsch wurde wegen Hochverrats in Regensburg angeklagt, gefoltert und ohne Geständnis hingerichtet, um seine Güter einziehen und die Mörder entlohnen zu können.

### Prager Friede und Tod

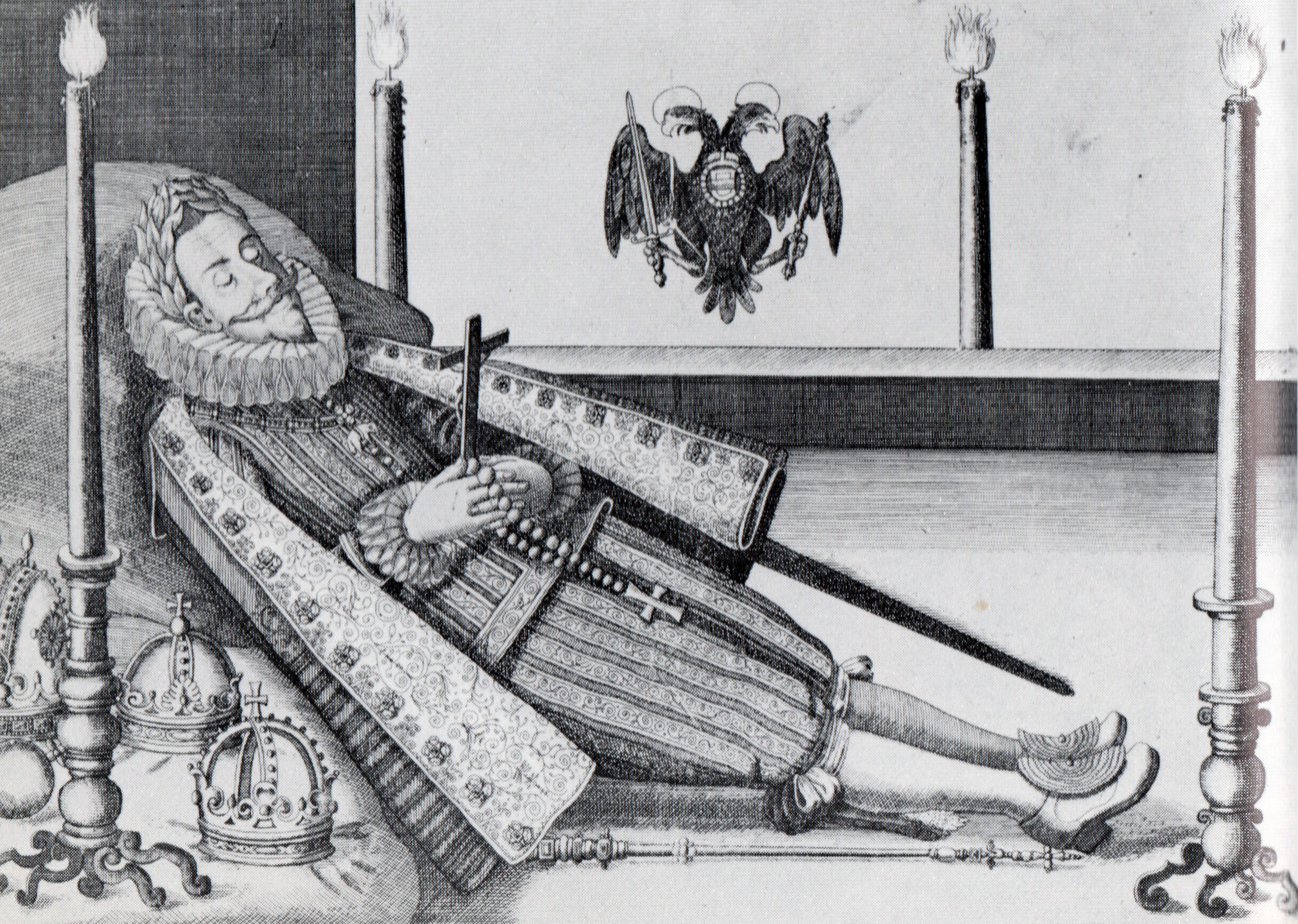
Totenbildnis Kaiser Ferdinands II.

Wallensteins Nachfolger als Oberbefehlshaber des kaiserlichen Heeres wurde der Sohn Ferdinands II., der ungarische König und spätere Kaiser Ferdinand III. Unter dessen Führung und mit Hilfe bayerischer Truppen unter Kurfürst Maximilian I. wurde im Juli 1634 zunächst die Stadt Regensburg von den Schweden zurückerobert und dann das schwedische Heer Anfang September 1634 in der Schlacht bei Nördlingen besiegt. In der Folge wurde ganz Süddeutschland von kaiserlichen Truppen besetzt. Ferdinand II. suchte nun durch Zugeständnisse an die evangelischen Fürsten dem Krieg ein Ende zu machen und schloss zu diesem Zweck 1635 den Prager Frieden mit Sachsen, in dem er auf die Durchführung des Restitutionsediktes verzichtete und dem sich die meisten protestantischen Fürsten anschlossen.

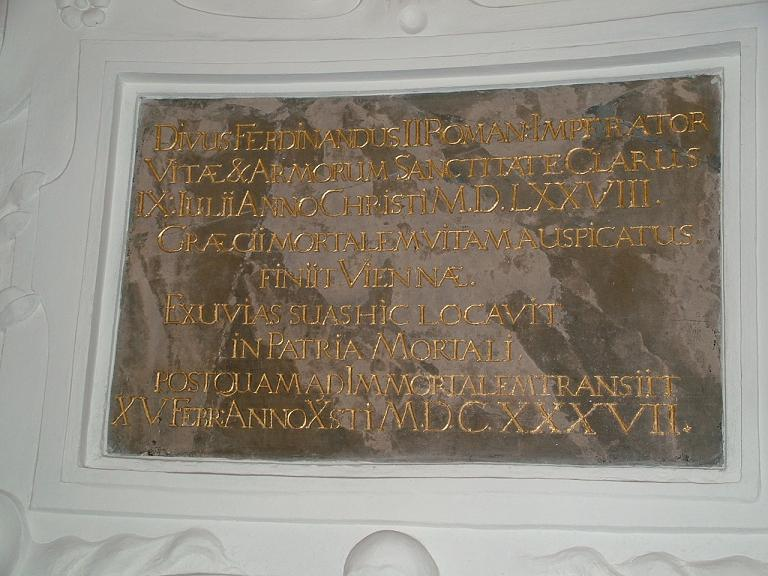
Grab Kaiser Ferdinands II. im Mausoleum in Graz

Für Ferdinand war der Vertrag zwiespältig. Auf der einen Seite musste er nun auch reichsrechtlich offiziell auf das Restitutionsedikt verzichten. Auf der anderen Seite war die Unterzeichnung durch die meisten Reichsstände ein Erfolg. Damit war die grundsätzliche Opposition der protestantischen Stände beendet und die Schweden verloren ihren Rückhalt im Reich. Die Stände verzichteten auf ihr Recht Truppen zu unterhalten und Bündnisse einzugehen. Alle Bündnisse wie die Liga wurden aufgehoben und die Aufstellung einer Reichsarmee zugesichert. Indes blieben diese Beschlüsse letztlich wenig wirkungsvoll.
Durch den Eintritt Frankreichs in den Krieg ebenfalls 1635 ging der Krieg weiter. Auf dem Regensburger Kurfürstentag konnte Ferdinand die Wahl seines Sohnes Ferdinand III. zum König am 22. Dezember 1636 noch erreichen, dann kehrte er nach Wien zurück, wo er am 15. Februar 1637 starb. Sein Grab befindet sich in dem für ihn und seine Familie erbauten Mausoleum in Graz. Sein Herz und seine Eingeweide wurden getrennt bestattet und befanden sich ursprünglich in derselben Urne, welche zunächst ebenfalls im Mausoleum in Graz aufbewahrt wurde. Das Behältnis wurde später nach Wien überführt, wo es im Königinkloster beigesetzt war. Ende des 18. Jahrhunderts ließ Joseph II. die Eingeweide Ferdinands II. in der Herzogsgruft des Stephansdoms und das Herz in einem neuen Becher in der Herzgruft der Habsburger in der Loretokapelle der Wiener Augustinerkirche bestatten.

## Persönlichkeit
Ferdinand II. war von kleiner, gedrungener Gestalt, mit ausgeprägter Habsburger Unterlippe. Er hatte möglicherweise einen Buckel, zumindest aber ein schweres Rückenleiden. Dennoch war er ein leidenschaftlicher Jäger und erst in seinen späteren Jahren körperlich eingeschränkt.
Er soll heiter und freundlich gegen seine Umgebung gewesen sein; seine Gutmütigkeit artete aber oft in Schwäche aus, namentlich gegenüber eigennützigen Beamten. Durch seine maßlose Freigiebigkeit zerrüttete er trotz persönlicher Bescheidenheit seine Finanzen. Er war fleißig und gewissenhaft in der Erfüllung seiner Regentenpflichten, aber unselbstständig in seinen Meinungen und ganz abhängig von seinen Räten und Beichtvätern, zwischen deren Fraktionen er hin- und herschwankte.
Neben den zahlreichen Frömmigkeitsübungen war er ein Freund der Musik. Er sprach fließend Italienisch und beherrschte einigermaßen gut Latein.
Die Zeichnung der Persönlichkeit des Kaisers in dem Roman Wallenstein von Alfred Döblin entfernt sich ab einem gewissen Punkt vollständig von der historischen Wahrheit.

## Familie

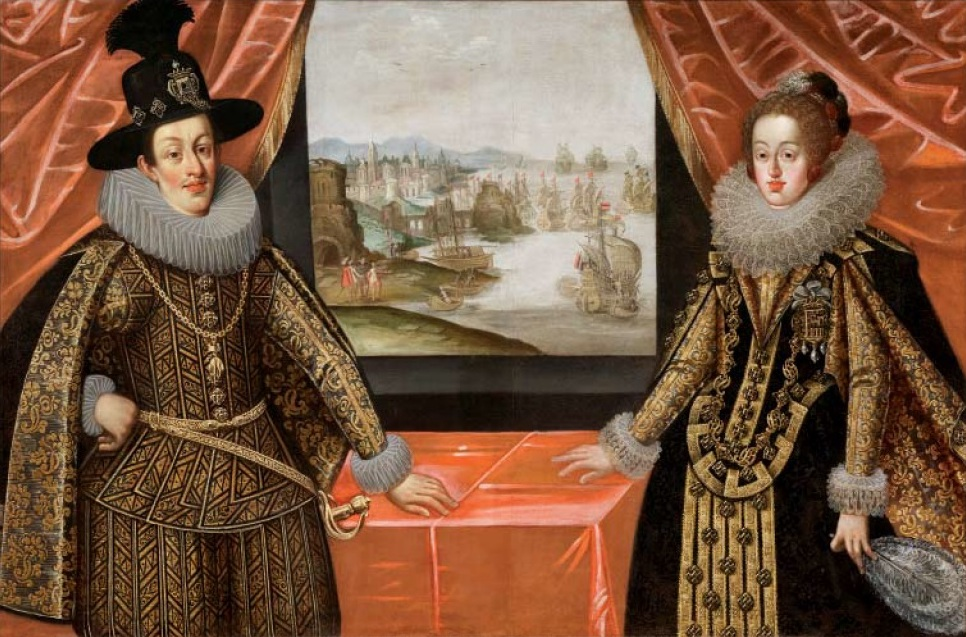
Justus Suttermans, Ferdinand II. und seine erste Gemahlin Maria Anna

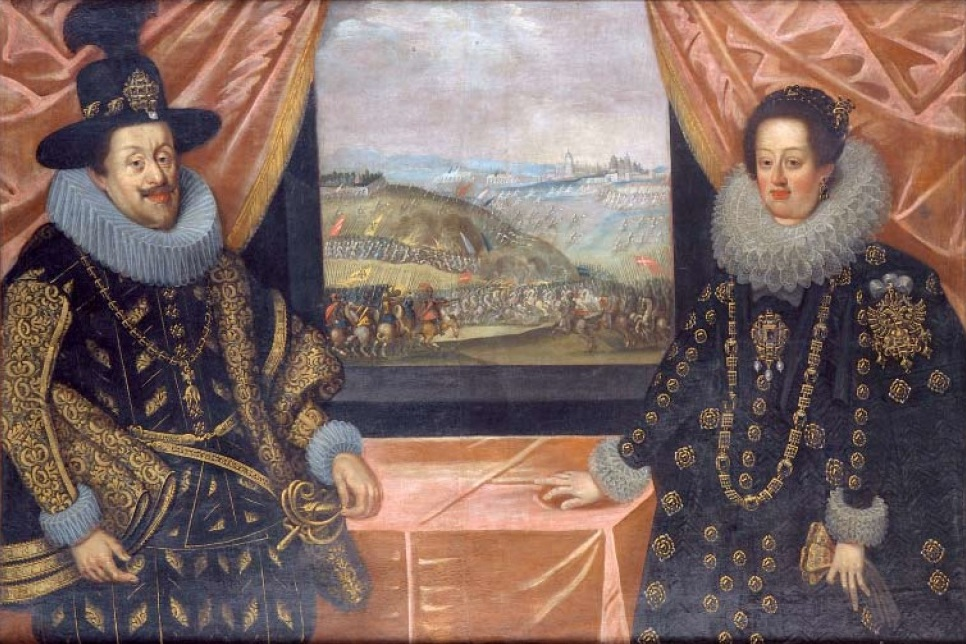
Ferdinand II. und seine zweite Gemahlin Eleonora

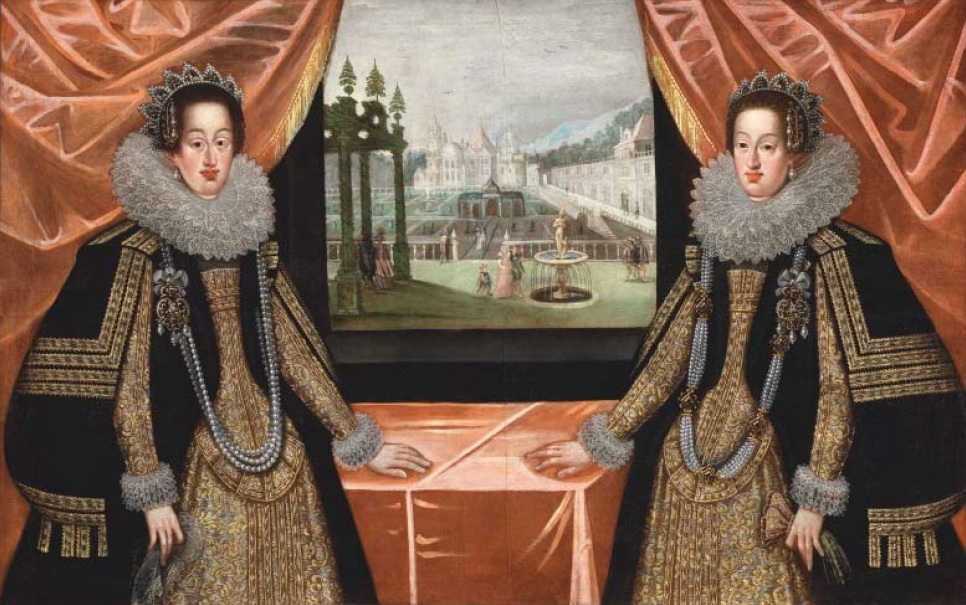
Maria Anna und Cäcilia Renata

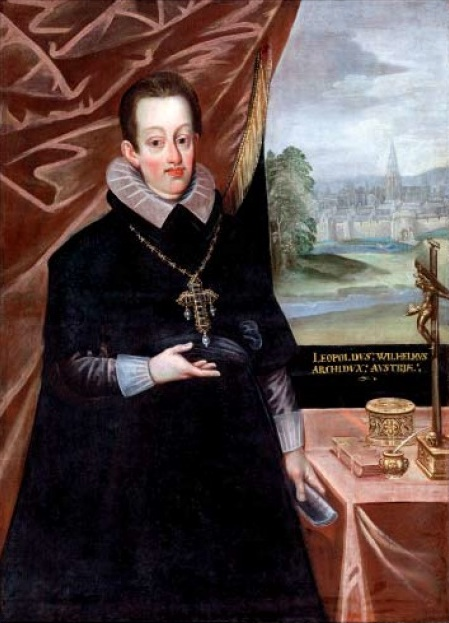
Leopold Wilhelm

In erster Ehe heiratete Ferdinand am 23. April 1600 in Graz seine Cousine und Groß-Nichte Maria Anna von Bayern (1574–1616), Tochter des Herzog Wilhelm V. und dessen Gattin Prinzessin Renata von Lothringen. Diese nahe Verwandtschaft wurde selbst von Ferdinands Beichtvater kritisiert.
Aus der Ehe gingen sieben Kinder hervor:
- Christine (* 25. Mai 1601; † 12. Juni 1601)
- Karl (*/† 25. Mai 1603)
- Johann Karl (* 1. November 1605 in Graz; † 26. Dezember 1619 in Graz)
- Ferdinand III. (1608–1657), römisch-deutscher Kaiser

1. ⚭ 1631 Maria Anna, Infantin von Spanien, Tochter König Philipp III., König von Spanien und dessen Gattin Erzherzogin Margarethe von Habsburg-Innerösterreich.
2. ⚭ 1648 Maria Leopoldine von Tirol, Tochter Leopold V., Graf von Tirol (aus der Tiroler Linie der Habsburger) und dessen Gattin Claudia de’ Medici, Prinzessin von Toskana.
3. ⚭ 1651 Eleonore aus dem Haus Gonzaga, Tochter Carlo II., Herzog von Mantua und dessen Gattin Maria.

- Maria Anna (1610–1665) ⚭ 1635 Maximilian I., Kurfürst von Bayern, Sohn des Herzogs Wilhelm V. von Bayern und dessen Gattin Renate von Lothringen
- Cäcilia Renata (1611–1644) ⚭ 1637 Władysław IV. Wasa, König von Polen und Großfürst von Litauen, Sohn des Königs Sigismund III. und dessen Gattin Anna von Habsburg-Innerösterreich
- Leopold Wilhelm (1614–1662), Statthalter der spanischen Niederlande

In zweiter Ehe heiratete er am 2. Februar 1622 in Innsbruck die Prinzessin Eleonore von Mantua (1598–1655), Tochter des Herzogs Vinzenz I. von Mantua und dessen zweiter Gattin Prinzessin Eleonora de’ Medici. Mit der Ehe verbanden sich Hoffnungen auf die Erbschaft Mantuas, was während des Dreißigjährigen Krieges zur militärischen Intervention führte. Die Ehe blieb kinderlos.
Beide Ehen, die Ferdinand einging, sollen glücklich gewesen sein.

## Vorfahren
|  |                                                 |  |  |  |  |  |  |  |  |  |  |  |  |
|  | Philipp I. von Kastilien (1478–1506)            |  |  |  |  |  |  |  |  |  |  |  |  |
|  |                                                 |  |  |  |  |  |  |  |  |  |  |  |  |
|  |                                                 |  |  |  |  |  |  |  |  |  |  |  |  |
|  | Kaiser Ferdinand I. (1503–1564)                 |  |  |  |  |  |  |  |  |  |  |  |  |
|  |                                                 |  |  |  |  |  |  |  |  |  |  |  |  |
|  |                                                 |  |  |  |  |  |  |  |  |  |  |  |  |
|  | Johanna von Kastilien (1479–1555)               |  |  |  |  |  |  |  |  |  |  |  |  |
|  |                                                 |  |  |  |  |  |  |  |  |  |  |  |  |
|  |                                                 |  |  |  |  |  |  |  |  |  |  |  |  |
|  | Karl II. von Innerösterreich (1540–1590)        |  |  |  |  |  |  |  |  |  |  |  |  |
|  |                                                 |  |  |  |  |  |  |  |  |  |  |  |  |
|  |                                                 |  |  |  |  |  |  |  |  |  |  |  |  |
|  | Vladislav II. von Böhmen und Ungarn (1456–1516) |  |  |  |  |  |  |  |  |  |  |  |  |
|  |                                                 |  |  |  |  |  |  |  |  |  |  |  |  |
|  |                                                 |  |  |  |  |  |  |  |  |  |  |  |  |
|  | Anna von Böhmen und Ungarn (1503–1547)          |  |  |  |  |  |  |  |  |  |  |  |  |
|  |                                                 |  |  |  |  |  |  |  |  |  |  |  |  |
|  |                                                 |  |  |  |  |  |  |  |  |  |  |  |  |
|  | Anne de Foix-Candale (1484–1506)                |  |  |  |  |  |  |  |  |  |  |  |  |
|  |                                                 |  |  |  |  |  |  |  |  |  |  |  |  |
|  |                                                 |  |  |  |  |  |  |  |  |  |  |  |  |
|  | Kaiser Ferdinand II. (1578–1637)                |  |  |  |  |  |  |  |  |  |  |  |  |
|  |                                                 |  |  |  |  |  |  |  |  |  |  |  |  |
|  |                                                 |  |  |  |  |  |  |  |  |  |  |  |  |
|  | Wilhelm IV. von Bayern (1493–1550)              |  |  |  |  |  |  |  |  |  |  |  |  |
|  |                                                 |  |  |  |  |  |  |  |  |  |  |  |  |
|  |                                                 |  |  |  |  |  |  |  |  |  |  |  |  |
|  | Albrecht V. von Bayern (1528–1579)              |  |  |  |  |  |  |  |  |  |  |  |  |
|  |                                                 |  |  |  |  |  |  |  |  |  |  |  |  |
|  |                                                 |  |  |  |  |  |  |  |  |  |  |  |  |
|  | Maria Jakobäa von Baden (1507–1580)             |  |  |  |  |  |  |  |  |  |  |  |  |
|  |                                                 |  |  |  |  |  |  |  |  |  |  |  |  |
|  |                                                 |  |  |  |  |  |  |  |  |  |  |  |  |
|  | Maria Anna von Bayern (1551–1608)               |  |  |  |  |  |  |  |  |  |  |  |  |
|  |                                                 |  |  |  |  |  |  |  |  |  |  |  |  |
|  |                                                 |  |  |  |  |  |  |  |  |  |  |  |  |
|  | Kaiser Ferdinand I. (1503–1564)                 |  |  |  |  |  |  |  |  |  |  |  |  |
|  |                                                 |  |  |  |  |  |  |  |  |  |  |  |  |
|  |                                                 |  |  |  |  |  |  |  |  |  |  |  |  |
|  | Anna von Österreich (1528–1590)                 |  |  |  |  |  |  |  |  |  |  |  |  |
|  |                                                 |  |  |  |  |  |  |  |  |  |  |  |  |
|  |                                                 |  |  |  |  |  |  |  |  |  |  |  |  |
|  | Anna von Böhmen und Ungarn (1503–1547)          |  |  |  |  |  |  |  |  |  |  |  |  |
|  |                                                 |  |  |  |  |  |  |  |  |  |  |  |  |
|  |                                                 |  |  |  |  |  |  |  |  |  |  |  |  |